# Pax Hispanica
Pour les articles homonymes, voir Pax et Hispanica.

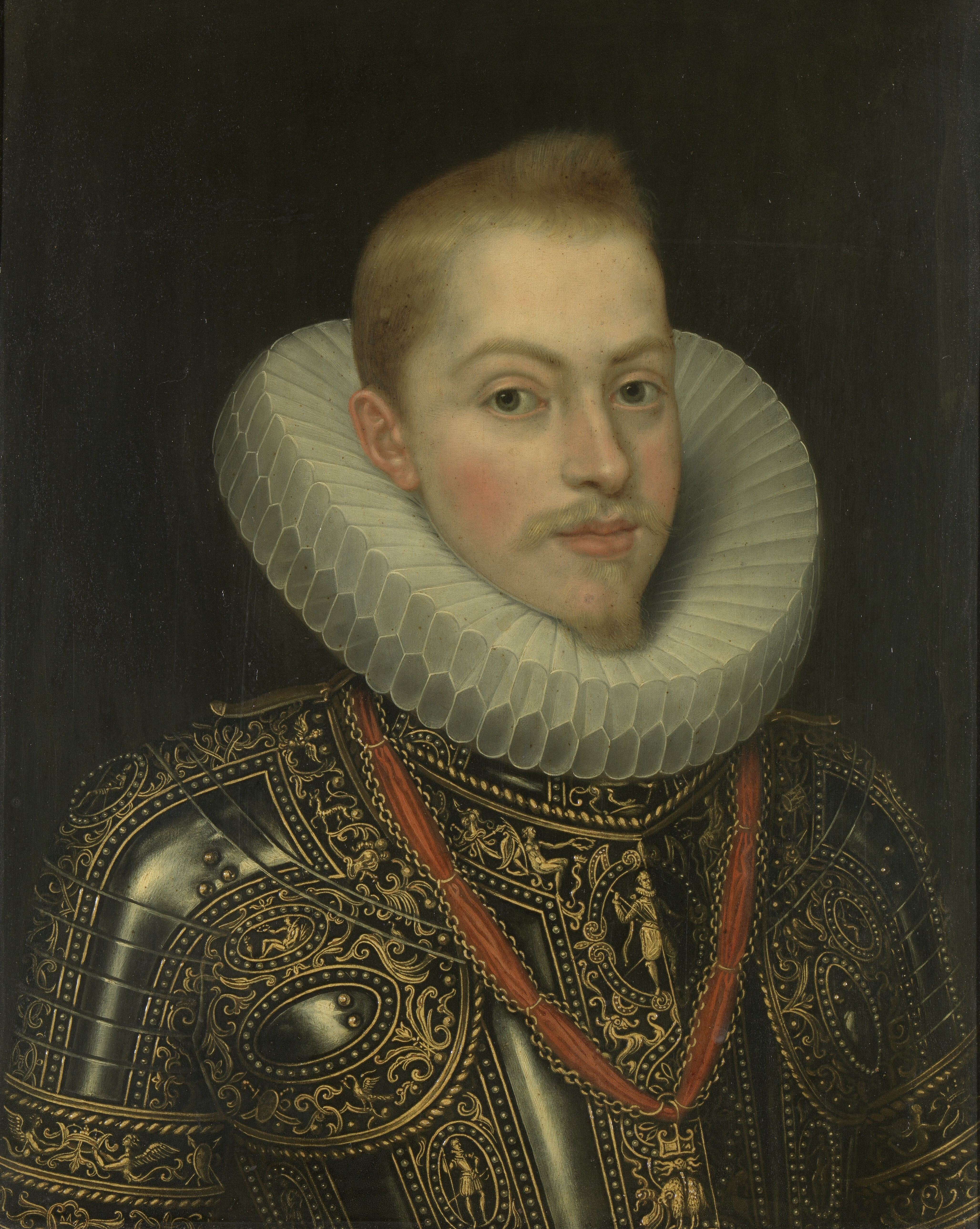
Philippe III d'Espagne

La Pax Hispanica (latin pour paix espagnole) se réfère à une période de vingt-trois années coïncidant avec une nouvelle emprise de l'Espagne en Europe (environ de 1598 à 1621), lorsque l'Espagne permit une stabilité européenne après divers conflits avec le royaume de France, le royaume d'Angleterre et les Provinces-Unies néerlandaises.
La paix fut conclue par plusieurs traités:
- 1598 : La paix de Vervins mit fin à l’implication espagnole dans les guerres de religion françaises. L'Espagne avait été en guerre avec la France, avec seulement de brèves périodes de répit, depuis la Seconde guerre italienne de 1499.
- 1604 : Le traité de Londres mit fin à la guerre anglo-espagnole à des conditions largement favorables à l'Espagne.
- 1609 : La trêve de douze ans mit fin aux combats aux Pays-Bas espagnols.

L’Espagne, la grande puissance du moment, avait été embourbée dans des conflits avec les Néerlandais depuis le règne de Philippe II.
En 1579, les Néerlandais fondèrent l'union d'Utrecht, après la reconquête par l'Espagne de nombreux territoires dans les provinces néerlandaises par Alexandre Farnèse.
L'année suivante, la monarchie espagnole réalisa, pour la première fois depuis la conquête musulmane, son unité territoriale à travers une union personnelle avec le royaume de Portugal, créant ainsi l'Union ibérique (1580-1640). Après la capture d'Ostende de Spinola, les Néerlandais ont continué leur rébellion, obtenant enfin leur indépendance sous le règne de Philippe III d'Espagne.
Après cela, l'Espagne maintint la paix en Europe pendant plus de neuf ans, jusqu’à ce que la trêve de douze ans s’acheva.